# Parts of the Process (The Very Best of Morcheeba)
A Parts of the Process a brit Morcheeba Trip-Hop zenekar válogatásalbuma.

## Számok
1. "The Sea"
2. "Tape Loop"
3. "Otherwise"
4. "Blindfold"
5. "Be Yourself"
6. "Part of the Process"
7. "Let Me See"
8. "Undress Me Now"
9. "What's Your Name" (featuring Big Daddy Kane)
10. "Trigger Hippie"
11. "Rome Wasn't Built in a Day"
12. "Over and Over"
13. "What New York Couples Fight About" (featuring Kurt Wagner)
14. "World Looking In"
15. "Moog Island"
16. "Way Beyond"
17. "Never an Easy Way"
18. "Can't Stand It"